# Laura Agea
Laura Agea (Narni, 17 febbraio 1978) è una politica italiana.
È stata europarlamentare del Movimento 5 Stelle dal 2014 al 2019.

## Biografia
Nata a Narni e cresciuta a Città di Castello, si iscrive alla Facoltà di Sociologia dell'Università degli Studi di Urbino "Carlo Bo", dove consegue la laurea quadriennale in Sociologia e partecipa al master di primo livello in Scienze amministrative, presso la Facoltà di Scienze politiche. Prosegue la sua formazione all’Università degli Studi di Perugia, presso il dipartimento di Scienze della Formazione Primaria, dove intraprende il percorso per l’ottenimento della laurea in Scienze e tecniche dei processi psicologici.

### Attività politica
Nell'aprile del 2014 viene selezionata, attraverso le primarie online degli iscritti al Movimento 5 Stelle, come una dei candidati nella circoscrizione Italia centrale per le elezioni europee. Verrà poi eletta deputata del Parlamento europeo ottenendo 39.628 voti di preferenza e diventa capo delegazione del Movimento 5 Stelle, all'interno dell gruppo politico dell'EFDD (Europe of Freedom and Direct Democracy).
Al Parlamento Europeo ricopre il ruolo di coordinatrice per il gruppo EFDD della Commissione Occupazione e Affari Sociali (EMPL) e membro sostituto della Commissione per le Libertà Civili (LIBE) e della Commissione Petizioni (PETI). È altresì membro della Delegazione per le relazioni con la Palestina e della delegazione all’Assemblea Paritetica ACP (Africa, Caraibi, Pacifico) – UE e sostituta nella delegazione alle commissioni di cooperazione parlamentare UE-Armenia, UE-Azerbaijan e UE-Georgia, nella delegazione per le relazioni con il Canada e nella delegazione all’Assemblea Parlamentare dell’Unione per il Mediterraneo.
Alle elezioni europee del 2019 si ripresenta nuovamente, sempre in Italia centrale, e ottiene 18 938 preferenze, classificandosi 4º nella propria lista, dietro Fabio Castaldo, Daniela Rondinelli e Filippo Nogarin, e non risultando quindi rieletta.
A giugno 2021 viene nominata, assieme a Thomas De Luca, referente del Movimento 5 Stelle per la gestione delle elezioni amministrative in Umbria.

## Controversie
Nel 2017 il Parlamento europeo ha avviato un'indagine poiché l'assistente scelto dalla Agea è un imprenditore e non avrebbe sufficiente tempo disponibile per lavorare al servizio della europarlamentare. Secondo un comunicato ANSA, che riporta dichiarazioni della stessa Agea,  l'Europarlamento ha confermato che l'assistente ha svolto la sua attività in linea con le regole previste.